# Causa donandi
Кауза донанди (на латински: Causa Donandi) е термин от Римското право, касаещ правния статут на дарението.
То е свързано с волевия елемент у дарителя, посредством неговия акт, чиито престационен характер е именно действието Donandi Causa, когато волезаявителя не преследва изпълнението на известно задължение или придобиване на нечие имущество, акции или облигации, а именно цели да достави имуществена полза (Animus Donandi) някому, без да търси насрещно действие (еквивалент) за себе си. Causa Donandi свършва там, където започват Causa Solvendi и Causa Acqvirendi. Само по себе си Causa Donandi е действието на възможно и реализуемо, окончателно предоставяне (вливане) на безвъзмездно даденото в патримониума на получателя.
Договорът за дарение изисква единство на две насрещни волеизявления съгласно общите договорни правила и не би могло да се говори за реализирано и осъществено Donatio при липса на съгласие от насрещната страна (Neque donationem sine acceptione intellegi passe). Causa Donandi няма да има, когато липсва съгласието на дарения (expresis verbis).
Безвъзмездния характер на Causa Donandi и силата на едностранната правна сделка бихме могли да открием и в сега действащия ЗЗД, чл. 225 – 227. При това, Donatio е договор, при който е допустима отмяна, като условията при които тази хипотеза би се проявила са numerus clausus.
Modus. Съществуват някои модалитети, под чиято тежест дарението може да съществува. Donatio Sub Modo.
Все пак, тежестта не може да се приравнява на правно задължение, това би трансформирало Causa Donandi в двустранен договор, след като е уговорен modus. Допустимо е modus-ът да представлява стипулация в полза на трето лице.